# 刺毛薹草
刺毛薹草（学名：Carex setosa）为莎草科薹草属的植物。分布在克什米尔地区、尼泊尔以及中国大陆的甘肃、青海、四川、云南、西藏、贵州等地，生长于海拔2,300米至3,700米的地区，多生长于亚高山灌丛草甸。

## 变种
- 沔县薹草（学名：Carex setosa var. mianxianica）为莎草科薹草属刺毛薹草的变种。分布于中国大陆的陕西等地，常生于小山的溪边沙地。